# Cydia
Cydia ist ein freies Computerprogramm für das mobile Betriebssystem Apple iOS, das dem Benutzer das Durchsuchen und Herunterladen von Software und Tweaks für iPhone, iPod touch, iPad und Apple TV erlaubt.
Voraussetzung ist, dass deren Firmware mit Hilfe eines so genannten Jailbreaks so modifiziert wurde, dass Software nicht nur – wie serienmäßig vorgesehen – aus dem App Store des Herstellers Apple, sondern auch aus beliebigen anderen Quellen installiert werden kann. Cydia wurde von Jay Freeman (auch bekannt als saurik) und seiner Firma SaurikIT, LLC entwickelt und ursprünglich als Open-Source-Alternative zu Installer.app auf iOS 1.1.x veröffentlicht. Es entwickelte sich etwa ab der Firmwareversion 2.x schnell zum beliebtesten Paket-Manager. Bei den meisten Jailbreak-Programmen zur Entsperrung von iOS-Geräten ist die Installation von Cydia bereits standardmäßig vorgesehen.

## Geschichte
Im September 2010 kaufte SaurikIT, LLC den Mitbewerber Rock Your Phone, Inc. Alle Apps, Nutzer und Lizenzen wurden in den Cydia Store transferiert.
Im Dezember 2018 wurde eine Sicherheitslücke bekannt, Jay Freeman (saurik) stellte daraufhin den Cydia Store ein, was er ohnehin wegen zu hoher Verluste am Ende von 2018 vorhatte. Cydia wird seitdem ohne Store weiterentwickelt.

## Funktionen

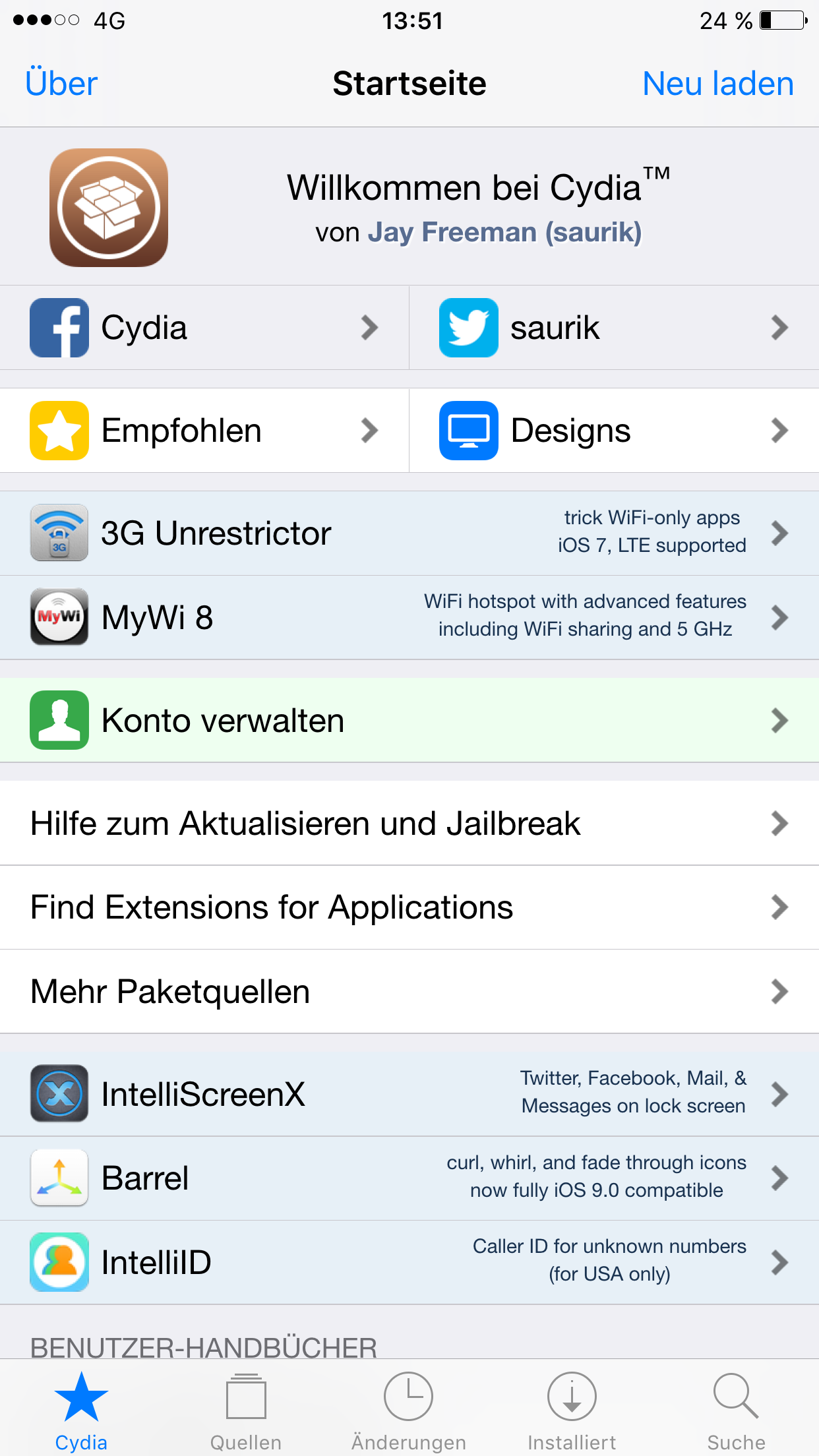
Screenshot der Startseite

Cydia bietet eine grafische Benutzeroberfläche für einige Open-Source-Software-Installations-Tools, die ursprünglich für Debian (speziell APT und dpkg-Paket-Management-System) entwickelt wurden.
Cydia-Repositories ermöglichen die Installation von Software-Paketen, von denen die meisten kostenlos heruntergeladen werden können.
Cydia beinhaltet einen Store, in dem eine Reihe von Anwendungen zum Verkauf angeboten wurden. Sowohl die kostenlosen als auch die kostenpflichtigen Software-Pakete werden direkt auf ein iOS-Gerät heruntergeladen und an der gleichen Stelle des Dateisystems (Applications-Verzeichnis) wie die vorinstallierten Anwendungen von Apple installiert. Für den Kauf musste ein Benutzerkonto eingerichtet werden.